# Certificato limitato di radiotelefonista
Il certificato limitato di radiotelefonista è una certificazione necessaria per l'utilizzo di apparecchiature ricetrasmittenti VHF a bordo di imbarcazioni o navi; essa è regolata dall'art. 165 del Codice di comunicazioni elettroniche.
Esistono due tipologie di tale certificato:
- per impianti con potenza fino a 60 watt su navi di stazza lorda inferiore alle 150 tonnellate (ottenibile senza sostenere esami);
- per ogni tipo di impianto installato su navi di stazza lorda inferiore a 1600 tonnellate (rilasciato dopo il superamento di un esame).

Entrambi i certificati vengono emessi dalle sedi regionali del Ministero delle comunicazioni: nel caso del certificato senza esami, è sufficiente presentare la domanda al suddetto Ministero; nell'altro caso, la domanda va presentata alla capitaneria di porto, nella cui sede si svolge anche l'esame.